# Deserto Great Sandy-Tanami

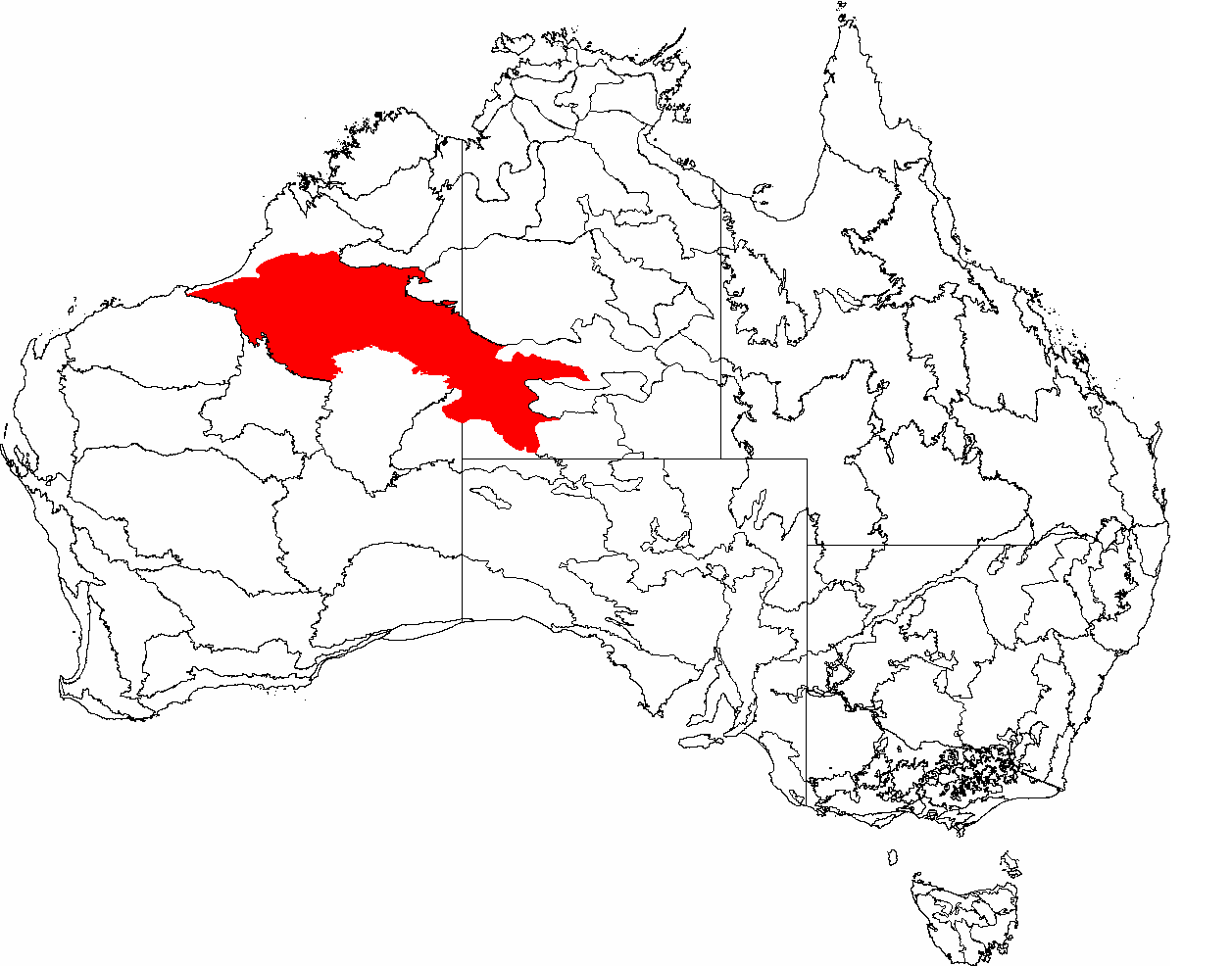
Área do Great-Sandy.

O Great Sandy-Tanami é um deserto localizado na parte ocidental do continente australiano, dividido em duas áreas que formam esta ecorregião. Desabitado, O Great Sandy é formado por altas dunas de areia vermelha, que se estendem por dezenas de quilômetros. Já a área que recebe o nome de Tanami, mais a leste, possui colinas e seu tom é também avermelhado. Esporadicamente recebe chuvas e possui intervalos cobertos por vegetação esparsa.